# Pytho seidlitzi
Pytho seidlitzi är en skalbaggsart som beskrevs av Blair 1925. Pytho seidlitzi ingår i släktet Pytho och familjen barkplattbaggar. Inga underarter finns listade i Catalogue of Life.